# Aneura mirabilis
Aneura mirabilis är en bladmossart som först beskrevs av Malmb., och fick sitt nu gällande namn av Wickett et Goffinet. Aneura mirabilis ingår i släktet Aneura och familjen Aneuraceae. Inga underarter finns listade i Catalogue of Life.